# Kristina Holštýnsko-Gottorpská
Kristina Holštýnsko-Gottorpská (13. dubna 1573, Kiel – 8. prosince 1625, Mariefred) byla jako manželka švédského krále Karla IX. v letech 1604–1611 švédskou královnou.

## Biografie

### Původ a mládí
Kristina se narodila jako druhá dcera ze čtyř dětí vévody Adolfa Holštýnsko-Gottorpského, třetího syna dánského krále Frederika I. a jeho druhé manželky Žofie Pomořanské; její matka byla Kristýna Hesenská, dcera Filipa I. Hesenského. Rodina byla luteránského vyznání a jak Holštýnsko-Gottorpští, tak Hesenští patřili k tvrdým zastáncům protestantismu v Německu.
Při hledání vhodného ženicha pro mladou princeznu byl prvním adeptem princ Zikmund Vasa, pozdější polský král Zikmund III., syn švédského krále Jana III., námluvy však skončily neúspěchem, neboť katolická výchova švédského prince, který se měl stát králem katolického Polska, byla pro Kristininu rodinu nepřekonatelnou překážkou.

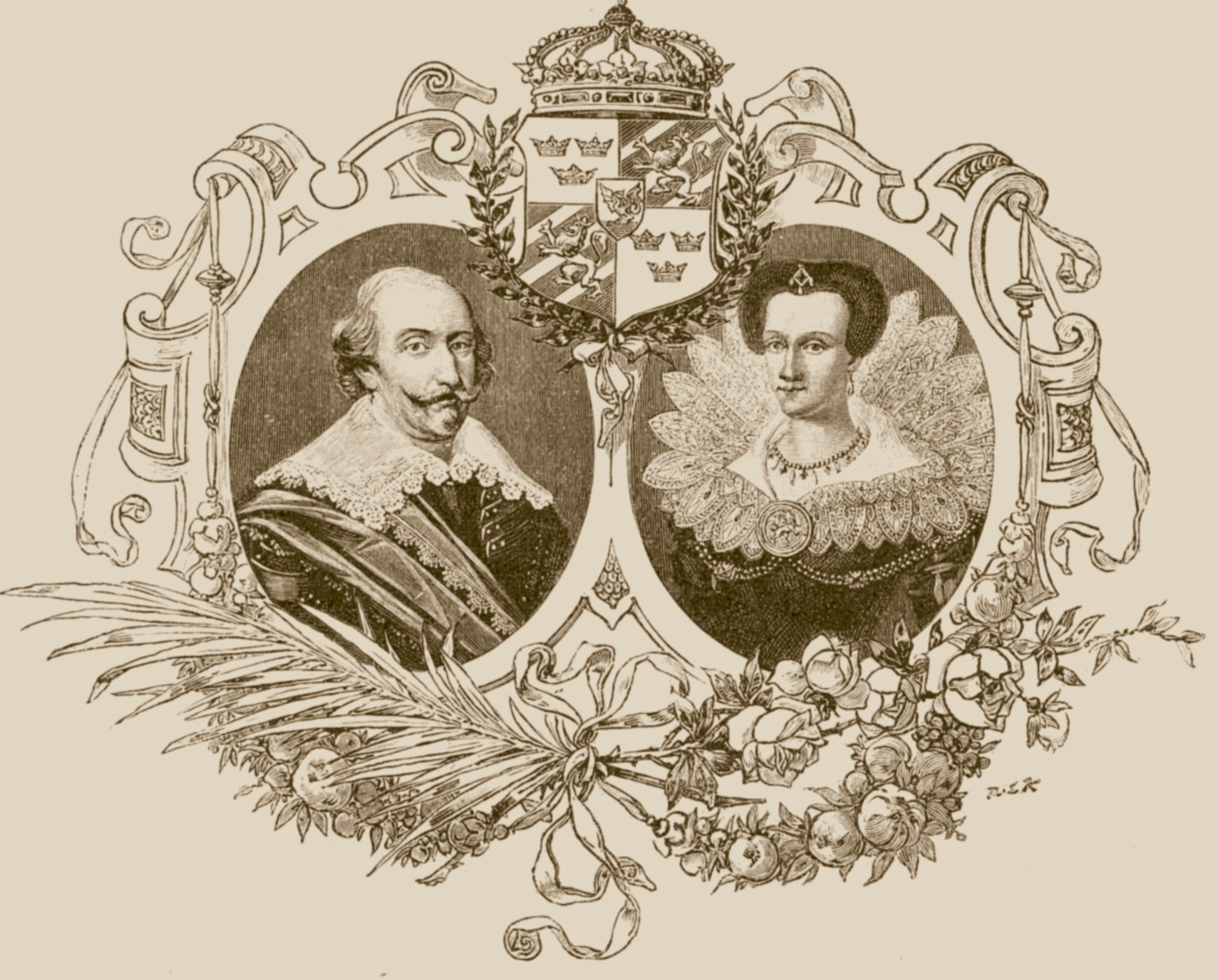
Královna Kristina a její manžel Karel IX.

### Manželství a potomci
Kristina, která nikdy nepřekonala zklamání a bolest z neuskutečněného sňatku se Zikmundem Vasou, se nakonec stala druhou manželkou švédského prince Karla, vévody ze Södermanlandu (Zikmundova strýce), pozdějšího švédského krále Karla IX., který byl od roku 1609 regentem Švédska v opozici proti Zikmundovi. Luteránský svatební obřad se konal 8. července roku 1592, 22. srpna pak obřad na zámku v Nyköpingu. Když byl v roce 1604 Zikmund III. sesazen ze švédského trůnu, stal se Karel švédským králem a Kristina královnou. Korunováni byli 15. března roku 1607 v Uppsale. Jejich potomci pak se stali nejbližšími následníky trůnu.
Kristina porodila Karlovi šest dětí, z nich však pouze tři dosáhly dospělosti:
- Kristina (26. listopadu 1593 – 25. května 1594)
- Gustav Adolf (9. prosince 1594 – 16. listopadu 1632), švédský král od roku 1611 až do své smrti, padl v bitvě u Lützenu, ⚭ 1620 Marie Eleonora Braniborská (11. listopadu 1599 – 18. května 1655)
- Marie Alžběta (10. března 1596 – 7. srpna 1618), ⚭ 1612 Jan, vévoda z Östergötlandu (18. dubna 1589 – 5. března 1618), syn krále Jana III. z manželství s Gunillou Bielke
- Karel Filip (22. dubna 1601 – 25. ledna 1622), vévoda ze Södermanlandu, ⚭ 1620 Alžběta Ribbingová (1. ledna 1596 – 24. dubna 1662), morganatické manželství
- mrtvě narozený syn (*/† 20. července 1606)

Manželství bylo považováno za šťastné, třebaže Karel nebyl Kristině vždy věrný.
Spojení Karla a Kristiny znamenalo zajištění dominance protestantismu ve Švédsku.

### Královna
Kristina byla popisována jako plavá a urostlá žena pevné a tvrdé povahy, pověstná byla její skoupost. Velmi hospodárně nakládala s prostředky na držení dvora; podle dobové anekdoty měla sloužícím odpočítávat nitě na šití. Byla vysoce vážená, respektovaná a obávaná. Ve vztahu ke svým dětem projevovala značnou panovačnost.
Zásadně se postavila proti milostnému vztahu svého syna Gustava Adolfa s Ebbou Brahe a roku 1612/1613 zabránila tomu, aby se její nejmladší potomek Karel Filip stal ruským panovníkem.

### Konec života, smrt
Po smrti svého manžela v roce 1611 se stala dočasnou regentkou Švédska, dokud její starší syn Gustav Adolf nebyl uznán králem a nebyla ustanovena poručnická rada; v prvních letech jeho panování měla významný vliv, byla stále pokládána za královnu a její regentství naprosto nebylo formální. Jako vdova byla regentkou mladšího syna Karla Filipa ve vévodství Södermanland v letech 1611–1622. Po ztrátě tohoto nejmilejšího syna v roce 1622 se stáhla do ústraní. Teprve po jeho smrti vyšel najevo jeho tajný morganatický sňatek s Alžbětou Ribbing; Kristina pak pečovala o jejich dceru Alžbětu Carlsdotter Gyllenhielm (1622–1682).
Zemřela 8. prosince 1625. Pohřbena byla po boku svého muže v dómu v Strängnäsu v Södermanlandu.

## Vývod z předků
|                                |                             |  |                     |                               |  |  |  |  |  |  |  | Dietrich Oldenburský |
|                                |                             |  |                     |                               |  |  |  |  |  |  |  |                      |
|                                | Kristián I. Dánský          |  |                     |                               |  |  |  |  |  |  |  |                      |
|                                |                             |  |                     |                               |  |  |  |  |  |  |  |                      |
|                                |                             |  |                     | Helvig Holštýnsko-Rendsburská |  |  |  |  |  |  |  |                      |
|                                |                             |  |                     |                               |  |  |  |  |  |  |  |                      |
|                                | Frederik I. Dánský          |  |                     |                               |  |  |  |  |  |  |  |                      |
|                                |                             |  |                     |                               |  |  |  |  |  |  |  |                      |
|                                |                             |  |                     | Jan Braniborsko-Kulmbašský    |  |  |  |  |  |  |  |                      |
|                                |                             |  |                     |                               |  |  |  |  |  |  |  |                      |
|                                | Dorotea Braniborská         |  |                     |                               |  |  |  |  |  |  |  |                      |
|                                |                             |  |                     |                               |  |  |  |  |  |  |  |                      |
|                                |                             |  |                     | Barbara Sasko-Wittenberská    |  |  |  |  |  |  |  |                      |
|                                |                             |  |                     |                               |  |  |  |  |  |  |  |                      |
|                                | Adolf Holštýnsko-Gottorpský |  |                     |                               |  |  |  |  |  |  |  |                      |
|                                |                             |  |                     |                               |  |  |  |  |  |  |  |                      |
|                                |                             |  |                     | Erik II. Pomořanský           |  |  |  |  |  |  |  |                      |
|                                |                             |  |                     |                               |  |  |  |  |  |  |  |                      |
|                                | Bohuslav X. Pomořanský      |  |                     |                               |  |  |  |  |  |  |  |                      |
|                                |                             |  |                     |                               |  |  |  |  |  |  |  |                      |
|                                |                             |  |                     | Žofie Pomořanská              |  |  |  |  |  |  |  |                      |
|                                |                             |  |                     |                               |  |  |  |  |  |  |  |                      |
|                                | Žofie Pomořanská            |  |                     |                               |  |  |  |  |  |  |  |                      |
|                                |                             |  |                     |                               |  |  |  |  |  |  |  |                      |
|                                |                             |  |                     | Kazimír IV. Jagellonský       |  |  |  |  |  |  |  |                      |
|                                |                             |  |                     |                               |  |  |  |  |  |  |  |                      |
|                                | Anna Jagellonská            |  |                     |                               |  |  |  |  |  |  |  |                      |
|                                |                             |  |                     |                               |  |  |  |  |  |  |  |                      |
|                                |                             |  |                     | Alžběta Habsburská            |  |  |  |  |  |  |  |                      |
|                                |                             |  |                     |                               |  |  |  |  |  |  |  |                      |
| Kristina Holštýnsko-Gottorpská |                             |  |                     |                               |  |  |  |  |  |  |  |                      |
|                                |                             |  |                     |                               |  |  |  |  |  |  |  |                      |
|                                |                             |  | Ludvík II. Hesenský |                               |  |  |  |  |  |  |  |                      |
|                                |                             |  |                     |                               |  |  |  |  |  |  |  |                      |
|                                | Vilém II. Hesenský          |  |                     |                               |  |  |  |  |  |  |  |                      |
|                                |                             |  |                     |                               |  |  |  |  |  |  |  |                      |
|                                |                             |  |                     | Matylda Württembersko-Urašská |  |  |  |  |  |  |  |                      |
|                                |                             |  |                     |                               |  |  |  |  |  |  |  |                      |
|                                | Filip I. Hesenský           |  |                     |                               |  |  |  |  |  |  |  |                      |
|                                |                             |  |                     |                               |  |  |  |  |  |  |  |                      |
|                                |                             |  |                     | Magnus II. Meklenburský       |  |  |  |  |  |  |  |                      |
|                                |                             |  |                     |                               |  |  |  |  |  |  |  |                      |
|                                | Anna Meklenbursko-Zvěřínská |  |                     |                               |  |  |  |  |  |  |  |                      |
|                                |                             |  |                     |                               |  |  |  |  |  |  |  |                      |
|                                |                             |  |                     | Žofie Pomořansko-Štětínská    |  |  |  |  |  |  |  |                      |
|                                |                             |  |                     |                               |  |  |  |  |  |  |  |                      |
|                                | Kristýna Hesenská           |  |                     |                               |  |  |  |  |  |  |  |                      |
|                                |                             |  |                     |                               |  |  |  |  |  |  |  |                      |
|                                |                             |  |                     | Albrecht III. Saský           |  |  |  |  |  |  |  |                      |
|                                |                             |  |                     |                               |  |  |  |  |  |  |  |                      |
|                                | Jiří Saský                  |  |                     |                               |  |  |  |  |  |  |  |                      |
|                                |                             |  |                     |                               |  |  |  |  |  |  |  |                      |
|                                |                             |  |                     | Zdenka Česká                  |  |  |  |  |  |  |  |                      |
|                                |                             |  |                     |                               |  |  |  |  |  |  |  |                      |
|                                | Kristýna Saská              |  |                     |                               |  |  |  |  |  |  |  |                      |
|                                |                             |  |                     |                               |  |  |  |  |  |  |  |                      |
|                                |                             |  |                     | Kazimír IV. Jagellonský       |  |  |  |  |  |  |  |                      |
|                                |                             |  |                     |                               |  |  |  |  |  |  |  |                      |
|                                | Barbora Jagellonská         |  |                     |                               |  |  |  |  |  |  |  |                      |
|                                |                             |  |                     |                               |  |  |  |  |  |  |  |                      |
|                                |                             |  |                     | Alžběta Habsburská            |  |  |  |  |  |  |  |                      |
|                                |                             |  |                     |                               |  |  |  |  |  |  |  |                      |